# Julius von Soden (Schriftsteller)
Friedrich Julius Heinrich Graf von Soden auf Sassanfahrt (* 4. Dezember 1754 in Ansbach; † 13. Juli 1831 in Nürnberg) war ein Schriftsteller, Theaterleiter, Publizist und Politiker.

## Herkunft
Soden entstammte einer alten, ursprünglich in Hannover ansässigen Patrizierfamilie, war nach Franken übersiedelt und hier in Militärdienste getreten. Einer seiner Vorfahren, Johann Hermann von Soden (1623–1702), war Professor der Rechte und Prorektor an der Universität Erfurt.
Seine Eltern waren der markgräflich brandenburgisch-ansbachische Oberstwachtmeister und Kammerherr Heinrich Gabriel von Soden und dessen Ehefrau Charlotte von Rauber.

## Leben
Er wurde fürstlich brandenburgischer Regierungsrat, später Geheimrat und preußischer Gesandter beim Fränkischen Reichskreis zu Nürnberg und 1790 in den Reichsgrafenstand erhoben. Seit 1796 privatisierend, lebte er auf seinem Gut Sassanfahrt an der Regnitz, leitete von 1804 bis 1810 das Bamberg-Würzburger Theater, zog dann nach Erlangen und starb am 13. Juli 1831 in Nürnberg. Julius von Soden gründete das Bamberger Theater am heutigen Schillerplatz und eröffnete 1804 das damalige Würzburger Stadttheater, heute Mainfranken Theater Würzburg, mit dem Schauspiel Stille Wasser sind tief von Friedrich Ludwig Schröder.

Schloss Sassanfart

Als Schriftsteller hat er sich durch Erzählungen (z. B. „Franz von Sickingen“, 1808) und eine beträchtliche Reihe dramatischer Arbeiten bekannt gemacht, von welch letzteren „Inez de Castro“ (1784), „Anna Boley“ (1794), „Doktor Faust, ein Volksschauspiel“ (1797) und „Virginia“ (1805) erwähnt seien. Soden schrieb das Libretto zu E. T. A. Hoffmanns Oper Der Trank der Unsterblichkeit. Soden war auch als Übersetzer (Lope de Vega, Cervantes) sowie als staatswissenschaftlicher Schriftsteller tätig. 1814 erschien die unter seiner Federführung stark bearbeitete Neuausgabe der Flugschrift Deutschland in seiner tiefen Erniedrigung. Sie war während der napoleonischen Besatzung verboten worden. Der Nürnberger Buchhändler Johann Philipp Palm, der sie verlegt hatte, war deshalb 1806 hingerichtet worden.
1824 wurde er Ehrenmitglied der Bayerischen Akademie der Wissenschaften.

## Werke (Auswahl)
- 1782: Geist der teutschen Criminal-Geseze, Band 1, Teil 1
- 1784: Ignez de Castro: Ein Trauerspiel in 5 Aufzüge, Digitalisat
- 1791: Ernst, Graf von Gleichen, Gatte zweyer Weiber. Schauspiel in fünf Aufzügen (online – Internet Archive)
- 1796: Alethia. Leipzig, Digitalisat und Volltext im Deutschen Textarchiv
- 1797: Christliches Sittentäfelein
- 1797: Die Franzosen in Franken im Jahr 1796
- 1797: Die teutsche Haus-Mutter: Schauspiel in 5 Aufzügen, Digitalisat
- 1791: Anna Boley, Königin von England, Digitalisat
- 1800: Die Mythologie der Christus-Religion. Ideen Zu Deren Veredelung
- 1800: Philosophische Schriften
- 1805: Die Nazional-Ökonomie. Ein philosophischer Versuch über die Quellen des National-Reichthums und über die Mittel zu dessen Beförderung (9 Teile bis 1824)
- 1808: Franz von Sickingen (Ausg. Leipzig 1819 online – Internet Archive)
- 1814: Johann Philipp Palm, Buchhändler zu Nürnberg: Auf Napoleons Befehl hingerichtet, Digitalisat und auch online – Internet Archive
- 1815: Der König von Württemberg und Württembergs Landstände
- 1816: Die Staats-National-Wirthschaft (Verlag Sauerländer Aaarau online – Internet Archive)
- 1817: Die Theurung vom Jahre 1816. Versuch einer Darstellung der Quellen dieser Theurung, Digitalisat
- 1818: Ueber die Verfassungs-Urkunde des Königreichs Baiern, Digitalisat
- 1821: Der baierische Landtag vom Jahre 1819; ein Versuch, Digitalisat
- 1822: Der Maximilians-Kanal. Ueber die Vereinigung der Donau mit dem Main und Rhein, Digitalisat
- 1823: Erzählungen, Band 2 und auch Band 1 online – Internet Archive, Band 2 online – Internet Archive
- 1823: Entwurf eines allgemeinen Kredit-Vereins, Digitalisat
- 1824: Die Staats-Administration im engeren Sinne: nach den Grundsätzen der National-Ökonomie bearbeitet. (Die Nazional-Ökonomie. Bd. 9), Digitalisat
- 1829: Hortensien: Erzählungen aus geschichtlichen Quellen, Digitalisat
- Schauspiele Band 2, Die Braut

Übersetzungen von Cervantes:
- 1782: Abentheuer des Persiles und der Sigismunde. 3 Bde., Digitalisat Bd. 1, Digitalisat Bd. 2, Digitalisat Bd. 3

Mitautor:
- 1806: Deutschland in seiner tiefen Erniedrigung, Digitalisat

## Familie
Er war zweimal verheiratet. Seine erste Frau war die Freiin Beate Luise von Pfeil. Das Paar hatte eine Tochter:
- Luise (* 1781, † 9. Juli 1816) ⚭ Ludwig von Seefried auf Buttenheim, Regierungsrat

In zweiter Ehe war er mit Julie von Schilling-Cannstatt verheiratet. Das Paar hatte eine Tochter und einen Sohn:
- Julia Franziska (* 9. November 1784, † 1861) ⚭ Friedrich Wilhelm von Münchhausen (* 19. Dezember 1779, † 19. Dezember 1839), herzoglich braunschweigischer Kammerherr
- Karl Julius (* 21. Mai 1783; † 4. Februar 1858)

⚭ 1) Antonie von Künsberg († 1824)
⚭ 2) 4. November 1826 Marie Drechsel von Deuffstetten (* 3. Mai 1801; † 28. Juni 1844)

## Namenspatron
Der Hirschaider Ortsteil Juliushof ist nach von Soden benannt, ebenso die Julius-von-Soden-Grundschule im Ortsteil Sassanfahrt.